# Eospalax fontanierii
Eospalax fontanierii é uma espécie de roedor da família Spalacidae. É endêmico da China, onde pode ser encontrado nas províncias de Qinghai, Sichuan, Gansu, Ningxia, Shaanxi, Henan, Shanxi, Shandong, Beijing, Jilin, Hebei, e Mongólia Interior.